# Осада Круи (1478)
Четвертая осада Круя Османской империей в Албании произошла в 1478 году, через десять лет после смерти Скандербега, и привела к захвату города после провала трех предыдущих осад.

## История
В 1478 году османский султан Мехмед II Завоеватель во главе большой армии вторгся в Албанию и осадил крепость Крую. Деморализованные и сильно ослабленные голодом и нехваткой продовольствия после продолжавшейся в течение года осады, албанские защитники сдались султану Мехмеду II, который пообещал им, что они смогут уйти невредимыми в обмен. Однако после сдачи крепости турки-османы не сдержали своего обещания. Большое количество защитников Круи было убито, женщины и дети подверглись жестокому обращению.
Одним из важных исторических источников об этой осаде является четвёртый том рукописи Annali Veneti e del Mondo, написанной Стефано Магно.
Примерно через год это турки-османы подчинили и прибрежный город-порт Скутари (Шкодер), который в то время находился под контролем Венецианской республики. После этой битвы последовал период исламизации Албании. В последующие пять веков Албания оставалась под турецким владычеством, когда после Первой мировой войны было создано Албанское государство.